# Zvonik (časopis)
Zvonik je katoliški književni in družbeni mesečnik v hrvaščini, ki ga izdaja Katoliško društvo za omiko, zgodovino in duhovnost »Ivan Antunović« v Subotici. Časopis izhaja redno in je zagledal luč sveta septembra 1994. Poimenovan je po zvoniku frančiškane cerkve z 13. stoletja v Baču; v prvih letih izhajanja je bila ta cerkev vedno v glavi časopisa.
Revija je dobitnik nagrado »Pro urbe« mestne skupščine Subotice v letu 2003. ter priznanja Hrvaške družbe katoliških časnikarjev leta 2015.